# Quocient de l'espectre autista
El quocient de l'espectre autista (autism-spectrum quotient, AQ) és un qüestionari publicat l'any 2001 per Simon Baron-Cohen i els seus col·legues al Centre d'Investigació de l'Autisme (Autism Research Centre) de Cambridge, Regne Unit. Consisteix en cinquanta preguntes i pretén investigar si els adults d'intel·ligència mitjana tenen símptomes d'autisme o una altra de les condicions de l'espectre autista. Més recentment, també s'han publicat versions d'AQ per a nens i adolescents.
La prova va ser popularitzada per la revista Wired al desembre de 2001, quan es va publicar al costat del seu article The Geek Syndrome. S'utilitza comunament per a l'autodiagnòstic de la síndrome d'Asperger i l'autisme d'alt funcionament, tot i que no pretén ser una prova de diagnosi. El conjunt d'eines PhenX utilitza versions específiques d'AQ per a una edat determinada, com els protocols de detecció de símptomes dels trastorns de l'espectre autista per a adolescents i per adults.

## Format
La prova consisteix en 50 preguntes, cadascuna de les quals està en format d'elecció forçada. Cada pregunta permet que el subjecte respongui amb «totalment d'acord», «lleugerament d'acord», «lleugerament en desacord» o «definitivament en desacord». Aproximadament la meitat de les preguntes estan escrites per obtenir una resposta «d'acord» dels individus neurotípics i la meitat per obtenir una resposta «en desacord». El subjecte puntua 1 punt per a cada pregunta que es contesta «autisticament» ja sigui lleugerament o definitivament.
Les preguntes abasten cinc dominis diferents associats amb l'espectre autista: 
- habilitats socials
- habilitats de comunicació
- imaginació
- atenció al detall
- canvi d'atenció / tolerància del canvi.

L'anàlisi factorial dels resultats de la mostra ha sigut inconsistent, amb diversos estudis que han trobat dos, tres o quatre factors en comptes de cinc.

## Ús com a eina de diagnòstic
En els assaigs inicials de la prova, la puntuació mitjana del grup de control va ser de 16,4 punts, on els homes van obtenir una puntuació lleugerament més alta que les dones (17 punts els homes i 15 punts les dones). El 80% dels adults diagnosticats amb trastorns de l'espectre autista van obtenir 32 o més punts, una puntuació semblant obtinguda pel 2% del grup de control.
Els autors van determinar la puntuació de 32 o més punts com a indicador de «nivells clínicament significatius de trets autistes». Tanmateix, tot i que la prova s'utilitza popularment per a l'autodiagnòstic de la síndrome d'Asperger, els autors adverteixen que l'AQ no pretenen ser un diagnòstic i aconsellen que qualsevol persona que obtingui una puntuació elevada i que pateixi algun problema ha de buscar assessorament mèdic professional i no prendre qualsevol decisió precipitada.
Un altre treball de recerca va indicar que el qüestionari podria ser utilitzat per al cribratge en la pràctica clínica; amb puntuacions menors de 26 punts es pot descartar amb eficàcia un diagnòstic de la síndrome d'Asperger.
També s'utilitza sovint per avaluar variants més lleus de trets semblants a l'autisme que habitualment es desenvolupen en individus, per investigar la hipòtesi de la continuïtat de la condició de l'espectre autista.

## Matemàtics, científics i enginyers
Encara que la majoria dels estudiants amb síndrome d'Asperger o amb autisme d'alt funcionament tenen una capacitat matemàtica mitjana i un nivell lleugerament pitjor en matemàtiques que els neurotípics, alguns estan dotats per a les matemàtiques i la síndrome d'Asperger no ha impedit que alguns adults hagin aconseguit fites importants (com guanyar el Premi Nobel).
El qüestionari es va provar amb estudiants de la Universitat de Cambridge i un grup de setze guanyadors de l'Olimpíada Matemàtica Britànica (British Mathematical Olympiad, BMO) per determinar si existia un vincle entre el talent per a disciplines matemàtiques i científiques i els trets associats amb l'espectre de l'autisme. Es va trobar que els estudiants de matemàtiques, ciències físiques i enginyeries van obtenir una puntuació significativament més alta, per exemple, 21,8 punts de mitjana per als matemàtics i 21,4 punts per als informàtics. La puntuació mitjana dels guanyadors de l'Olimpíada Matemàtica Britànica va ser de 24 punts. D'entre els estudiants que van obtenir 32 o més punts en la prova, onze van acordar de ser entrevistats, i es va descobrir que set d'ells complien els criteris del DSM-IV per a la síndrome d'Asperger.
La prova també va ser realitzada per un grup d'individus que havien sigut diagnosticats d'autisme o síndrome d'Asperger per un professional, i la puntuació mitjana era de 35 i 38 punts per homes i dones, respectivament.